# آرتاوازد کارامیان
آرتاوازد کارامیان (ارمنی: Արտավազդ Քարամյան؛ زادهٔ ۱۴ نوامبر ۱۹۷۹) یک بازیکن فوتبال اهل ارمنستان است.

## باشگاهی
از باشگاه‌هایی که در آن بازی کرده‌است می‌توان به باشگاه فوتبال آرابکیر، پیونیک، باشگاه فوتبال کیلیکیا، آرسنال کیف، راپید بخارست، و استوا بخارست اشاره کرد.

## تیم ملی
وی همچنین در ۵۰ بازی در ترکیب تیم ملی فوتبال ارمنستان حضور داشت و دو گل نیز به ثمر رساند. کارامیان نخستین بازی ملی خود را در که یک بازی دوستانه بود در تاریخ ۹ ژانویه ۲۰۰۰ در لس آنجلس در مقابل تیم ملی فوتبال گواتمالا انجام داده‌است و آخرین بازی ملی خود نیز که یک بازی دوستان بود در ۰۳ مارس ۲۰۱۰ در آنتالیا در مقابل بلاروس انجام داد.

## آمارهای ملی
| تیم ملی فوتبال ارمنستان | تیم ملی فوتبال ارمنستان | تیم ملی فوتبال ارمنستان |
| سال                     | حضورها                  | گل‌ها                    |
| ----------------------- | ----------------------- | ----------------------- |
| ۲۰۰۰                    | ۵                       | ۰                       |
| ۲۰۰۱                    | ۶                       | ۰                       |
| ۲۰۰۲                    | ۳                       | ۰                       |
| ۲۰۰۳                    | ۷                       | ۰                       |
| ۲۰۰۴                    | ۶                       | ۲                       |
| ۲۰۰۵                    | ۲                       | ۰                       |
| ۲۰۰۶                    | ۱                       | ۰                       |
| ۲۰۰۷                    | ۸                       | ۰                       |
| ۲۰۰۸                    | ۴                       | ۰                       |
| ۲۰۰۹                    | ۶                       | ۰                       |
| ۲۰۱۰                    | ۱                       | ۰                       |
| Total                   | ۵۰                      | ۲                       |

### گل‌های ملی
| # | تاریخ         | ورزشگاه | حریف     | گل زده | نتیجه | رقابت        |
| - | ------------- | ------- | -------- | ------ | ----- | ------------ |
| ۱ | ۱۹ فوریه ۲۰۰۴ | قبرس    | قزاقستان | ۳-۳    | Draw  | بازی دوستانه |
| ۲ | ۲۱ فوریه ۲۰۰۴ | قبرس    | گرجستان  | ۲-۰    | Win   | بازی دوستانه |

## افتخارات

### باشگاهی
پیونیک
- لیگ برتر فوتبال ارمنستان (۲): لیگ برتر فوتبال ارمنستان ۲۰۰۱, لیگ برتر فوتبال ارمنستان ۲۰۰۲
- جام استقلال ارمنستان (۱): ۲۰۰۲
- سوپر جام فوتبال ارمنستان (۲): ۱۹۹۷، ۲۰۰۲

 راپید بخارست
- لیگ دسته اول فوتبال رومانی نایب قهرمان (۱): ۲۰۰۵–۰۶
- لیگ دسته اول فوتبال رومانی مقام سوم (۱): ۲۰۰۴–۰۵
- جام حذفی فوتبال رومانی (۲): ۲۰۰۵–۰۶, ۲۰۰۶–۰۷
- لیگ اروپا یک چهارم نهایی (۱): ۲۰۰۵–۰۶

 Politehnica Timişoara
- لیگ دسته اول فوتبال رومانی نایب قهرمان (۱): ۲۰۰۸–۰۹
- جام حذفی فوتبال رومانی نایب قهرمان (۲): ۲۰۰۶–۰۷, ۲۰۰۸–۰۹